# Kansk

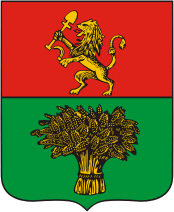
Stadens vapen.

Kansk (ryska Канск) är en stad i Krasnojarsk kraj, Ryssland. Folkmängden uppgick till 91 658 invånare i början av 2015. Kansk grundades 1628 som en träfästning (ostrog) och fick stadsrättigheter 1782. Den är en av de äldsta städerna i Sibirien. Staden är belägen vid vänstra stranden av floden Kan, en biflod till Jenisej, av vilken staden fått sitt namn. Staden ligger vid Transsibiriska järnvägen och väg M55 "Bajkal" och har en flygvapenbas. Staden är centrum i brunkolsdistriktet Kansk-Atjinsk, som under början av 1980-talet utvecklades till ett av de största kolfälten i Sovjetunionen. Den har även bomulls-, cellulosa- och livsmedelsindustri.